# دوامة (رواية)
رواية دوامة (بالإنجليزية: Vortex)‏ هي رواية للكاتب الأسترالي جون كليري. نشرت عام 1978. تدور أحداثها حول هجوم إعصار على بلدة صغيرة في ميزوري. كتب كليري سيناريو على أساسه ولكن لم يُنتج عنه فيلم.